# Romano Pontifici Eligendo

Wappen Pauls VI.

Romano Pontifici Eligendo ist eine Apostolische Konstitution von Papst Paul VI., die am 1. Oktober 1975 veröffentlicht wurde. Mit dieser Konstitution werden die Verfahrensweisen über den vakanten Apostolischen Stuhl, die Begräbnisfeier und die Papstwahl (Konklave) angeordnet.
Diese Apostolische Konstitution steht in der Nachfolge:
- der am 25. Dezember 1904 promulgierten Apostolischen Konstitution „Vacante Sede Apostolica“ von Pius X.,
- des Motu Proprio „Cum Proxime“ von Pius XI. vom 1. März 1922 sowie dessen Apostolischer Konstitution „Quae divinus“ vom 25. März 1935,
- der Apostolischen Konstitution „Vacantis Apostolicae Sedis“ von Papst Pius XII. vom 8. Dezember 1945,
- des Motu Proprio „Summi Apostolicae Sedis“ des Hl. Johannes XXIII. vom 5. September 1962

Das Dokument verweist auf zwei Rituale, die vorzubereiten sind: das eine für die Begräbnisfeierlichkeiten des Papstes, das andere für die Riten des Konklaves; es erwähnt zudem elf Jahre nach der persönlichen Niederlegung der Tiara durch Papst Paul VI. während des Zweiten Vatikanischen Konzils (1964) aber erstaunlicherweise die feierliche Krönung des neuen Papstes in Punkt 92: „Schließlich wird der Papst vom Kardinalprotodiakon gekrönt werden, und innerhalb einer angemessenen Frist, wird die Besitzergreifung der Patriarchalen Lateranbasilika stattfinden, nach dem vorgeschriebenen Ritual.“ Somit ist erwiesen, dass Paul VI. die Krönung des Papstes und das Tragen der Tiara nicht generell abschaffen wollte, sondern dass er dies lediglich als persönlichen Akt für die Dauer seines Pontifikates so verstanden wissen wollte.
Paul VI. bekräftigt, dass die Zahl der wahlberechtigten Kardinäle nicht über 120 steigen sollte, weiterhin ordnet er an, dass nur Kardinäle wahlberechtigt seien, die das 80. Lebensjahr noch nicht vollendet haben. Papst Johannes Paul II. übernahm und bestätigte in der Apostolischen Konstitution „Universi Dominici Gregis“ von 1996 diese Bestimmungen.